# Constantin von Dietze
Constantin von Dietze (ur. 9 sierpnia 1891 w Calbe (Saale), zm. 18 marca 1973 we Fryburgu Bryzgowijskim) – niemiecki ekonomista, prawnik, teolog i ekspert rolnictwa. Działacz opozycji antyhitlerowskiej. Przedstawiciel koncepcji chrześcijańskich w ekonomii. Uważał, iż etyka chrześcijańska może i powinna wpływać na życie gospodarcze demokratycznego państwa.
Szkołę średnią ukończył maturą w 1909 w Schulpforte k. Bad Kösen. Studiował prawo i politologię w Cambridge i Tybindze. Po zdaniu egzaminów prawniczych został w 1912 referendarzem w sądzie w Staßfurt k. Wrocławia. W czasie I wojny światowej służył w pułku ułanów na froncie wschodnim i dostał się do niewoli rosyjskiej. W 1918 uciekł i pracował jako tłumacz rosyjskiego, angielskiego i francuskiego. W 1919 uzyskał doktorat z nauk politycznych (politologii) na Uniwersytecie we Wrocławiu, pod kierunkiem Maxa Seringa. Następnie pracował w instytucie badawczych rolnictwa i osadnictwa w Berlinie, u swego promotora. Habilitował się w 1922.
W 1924 prowadził wykłady z nauk rolniczych w Getyndze. W 1925 wykładał gościnnie w Rostocku. W 1932 został powołany na Uniwersytet Humboldta w Berlinie.
Po dojściu Hitlera do władzy rozpoczął aktywną działalność w ruchu chrześcijańskim. Swoim opozycyjnym nastawieniem naraził się władzom hitlerowskim. W listopadzie 1936 chciano go przenieść przymusowo do Jeny. On jednak przeprowadził się w 1937 do Fryburga. Został też aresztowany, ale oskarżenie oddalono.
We Fryburgu, wraz z dwoma kolegami ekonomistami Adolfem Lampe i Walterem Euckenem, założył koło dyskusyjne, zwane potem Freiburger Kreis. Nawiązali kontakt z opozycją antyhitlerowską, w tym Carlem Friedrichem Goerdlerem. W 1943 wraz z Dietrichem Bonhoefferem i Gerhardem Ritterem opracowywał plany powojennego ustroju Niemiec, opartego na doktrynie chrześcijańskiej.
Z powodu swojej działalności został aresztowany we wrześniu 1944 i skazany za zdradę stanu. Zamknięto go w obozie koncentracyjnym w Ravensbrück a potem w więzieniu w Berlinie. Uwolniono go w maju 1945, w ostatnich dniach wojny, gdy Armia Czerwona oblegała Berlin.
17 czerwca 1945 wrócił do Fryburga i rozpoczął aktywną działalność akademicką. W latach 1946–1949 był rektorem i dyrektorem Instytutu Nauk Rolniczych. Założył Towarzystwo Badawcze Polityki Rolnej i Socjologii Rolnictwa, którego był przewodniczącym.
W 1948 wydział teologii Uniwersytetu w Heidelbergu nadał mu tytuł honorowego doktora teologii, dla podkreślenia jego zasług w dziedzinie etyki w ekonomii. W 1950 zasiadł w radzie opiniodawczej ministerstwa wyżywienia, rolnictwa i leśnictwa. Od 1955 do 1961 był prezesem synodu kościoła ewangelickiego w Niemczech. W 1960 wydział rolnictwa Uniwersytetu w Bonn nadał mu tytuł honoris causa nauk rolniczych. Dwukrotnie w 1958 i 1961 otrzymał Order Zasługi Republiki Federalnej Niemiec
Dzieła:
- Beurteilung der Stolypin’schen Agrarreform und Feldgemeinschaft, wyd. 1920 ("Ocena stołypinowskiej reformy rolnictwa i wspólnot gruntowych").
- Die ostdeutschen Landarbeiterverhältnisse seit der Revolution, wyd. 1922 ("Wschodnioniemieckie stosunki pracy na roli przed rewolucją").
- Die deutsche Landwirtschaft und die neue Handelspolitik, wyd. 1925 ("Niemieckie rolnictwo i nowa polityka handlowa").
- Deutschlands gegenwärtige Agrarkrisis, wyd. 1930 ("Teraźniejszy kryzys rolniczy Niemiec").
- Landwirtschaft und Wettbewerbsordnung, wyd. 1942.
- Gedanken und Bekenntnisse eines Agrarpolitikers. Gesammelte Aufsätze, wyd. 1962
- Grundzüge der Agrarpolitik, wyd. 1967 ("Zasady polityki rolnej").
- Pflicht im Widerstreit der Verpflichtungen, wyd. 1980.